# Номерні знаки Сан-Томе і Принсіпі
 Код Сан-Томе і Принсіпі для міжнародного руху  ТЗ — (STP).

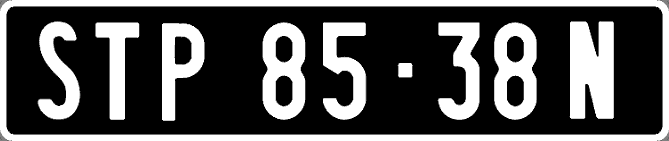
Регулярний НЗ

Номерні знаки Сан-Томе і Принсіпі повторювали колишній португальський стандарт «STP-00-00». З 2001 року до цієї комбінації додано суфікс з однієї літери. Чинний стандарт має вигляд «STP-12-34A». Стандартні номерні знаки виконано білими символами на чорному тлі.